# Antoine-Pierre-Charles Favart
Antoine-Pierre-Charles Favart (Paris, 6 octobre 1780 - Paris 12e, 28 mars 1867) est un auteur dramatique, peintre d'histoire, graveur et diplomate français.

## Biographie
Petit-fils de Charles-Simon Favart dont il publia les œuvres, ses pièces ont été représentées au Théâtre du Vaudeville. Il a aussi participé comme dessinateur des costumes à d'autres pièces de boulevard comme Le Sultan du Havre d'Armand d'Artois et Henri Dupin (1810).
Après un passage en 1838 au Ministère des Affaires étrangères, il est nommé consul de France en Russie, secrétaire du duc de Caraman et du duc de Polignac, chargé de missions diplomatiques, il noue en Russie des liens avec le dramaturge et poète Alexis Konstantinovitch Tolstoï dont il fait un portrait à l'huile en 1846. On lui doit aussi de nombreuses caricatures parues dans la presse et des portraits pour la Galerie théâtrale. Il devient ensuite consul à Mons (Belgique).
Il avait été nommé chevalier de la Légion d'honneur en 1838.
Élève de Suvée, il figure au Salon de 1806 à 1839.

## Œuvres
- La Jeunesse de Favart, comédie anecdotique en 1 acte, en prose, mêlée de vaudevilles, avec Michel-Joseph Gentil de Chavagnac, 1808
- Le Rival par amitié, comédie en 1 acte et en prose, mêlée de vaudevilles, avec Henri-François Dumolard, 1809
- Roger-Bontemps, ou La fête des fous, avec Henri Dupin, 1809 (inspiré par Roger de Collerye)
- Les Six pantoufles ou le Rendez-vous des Cendrillons, folie-vaudeville en 1 acte et en prose, avec Armand d'Artois et Henri Dupin, 1810